# Dráhová cyklistika

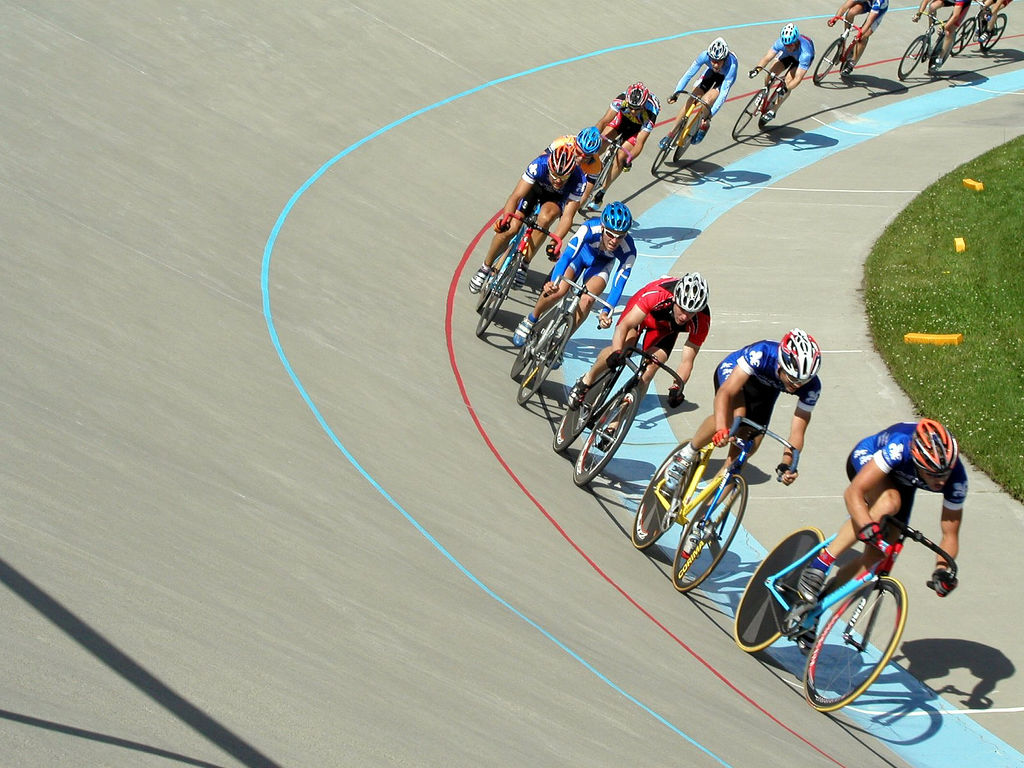
Závod v dráhové cyklistice

Dráhová cyklistika je odvětví cyklistiky. Muži i ženy jezdí na speciálním kole na speciálním oválu zvaném velodrom, který má přesně dané parametry. Dráhová cyklistika má mnoho disciplín, individuálních i týmových. Jezdí se jak krátké sprinty, tak vytrvalostní závody.
Dráha neboli velodrom je uzavřený okruh o délce orientačně od 150 m do 400 m. Dnes jsou standardem délky 250; 333,33 nebo 400 m; šířka dráhy se pohybuje kolem 8 m. Okruh má dvě „rovinky“ a dvě „zatáčky“. V rovinkách je klopení mírné (okolo 10 stupňů) a v zatáčkách až 42 stupňů. Materiálem je nejvíce dřevo (parkety) na krytých drahách nebo beton pro venkovní dráhy. První cyklistické dráhy vznikly na přelomu 60. a 70. let 19. století ve Francii, Německu a USA.
Bicykly pro dráhovou cyklistiku se výrazně odlišují od bicyklů „silničních“ tím, že postrádají brzdy a mají pevný převod a náboj zadního kola.
Na dráze se jezdí mnoho disciplín. Jejich podstatou může být dosažení co nejlepšího času, předstižení protivníka či získání většího počtu bodů. V základě je lze rozlišit na sprinterské a vytrvalostní. Někdy jsou kombinované do vícebojů zvaných omnium.

## Disciplíny

### Sprinterské disciplíny

#### Sprint
Sprint je zpravidla vícekolová soutěž založená na závodě na 200 metrů s letmým startem. Jede se na tři okruhy, ale měří se právě posledních letmých 200 metrů.
Prvním kolem závodu je individuální kvalifikace. Vybraný počet závodníků je pak podle kvalifikačních časů nasazen proti sobě do dvojic (nejrychlejší proti nejpomalejšímu atd.). Dále už proti sobě bojují vyřazovacím způsobem, přičemž v některých závodech mají poražení i právo startu v opravách, kde může startovat i více než jen dvojice cyklistů.
Závěrečná kola závodu někdy bývají složená z více rozjížděk a do dalšího kola postupuje vždy ten z dvojice cyklistů, který svého soupeře porazí ve dvou rozjížďkách (tj. 2:0 nebo 2:1).

#### Keirin
Zpravidla se jede na vzdálenost kolem 2 km. Zpočátku skupina až šesti závodníků jede za motocyklem (tzv. dernou), který udává pozvolna se zvyšující tempo až do rychlosti kolem 50 km/h. Při nájezdu do předposledního kola motorový vodič odstoupí a závodníci spurtují do cíle.

#### Pevný kilometr, 500 m s pevným startem
Cílem je v co nejkratším čase ujet vymezenou vzdálenost. V programu mistrovství světa jezdí muži 1 km a ženy 500 m s pevným startem.

#### Týmový sprint
Na protilehlých rovinkách proti sobě nastupují dvě družstva po třech jezdcích a závodí se na tři kola s pevným startem. Každý z členů družstva musí být na čele po dobu jednoho kola. První kolo jede družstvo ve třech, poté vedoucí jezdec odstoupí a přenechá vedení druhému, v nájezdu do třetího kola odstupuje i druhý z jezdců a úkolem zbývajícího je dorazit do cíle v co nejkratším čase. Pro disciplínu se užíval i název olympijský sprint.

### Vytrvalostní (stíhačské) disciplíny

#### Stíhací závod
Stíhací závod neboli stíhačka je v individuální podobě disciplínou mužskou i ženskou. Pravidla určují pro muže trať 4 km a pro ženy 3 km, přičemž starty jsou pevné. Podobně jako v disciplíně sprint se závodníci nejprve rozdělují podle kvalifikačních časů do dvojic. Posléze startují současně na protilehlých rovinkách a cílem je zdolat trať v rychlejším čase než soupeř. Pokud jeden ze závodníků soupeře dostihne ještě před zdoláním určené vzdálenosti, jízda okamžitě končí jeho vítězstvím.

#### Stíhací závod družstev
Obdobnou podobu má i stíhací závod družstev. Jedná se o disciplínu, ve které proti sobě stojí čtyřčlenná družstva. Všichni členové každého družstva startují současně také z jedné čáry, přičemž co nejdříve po startu se seřadí za sebe a pravidelným střídáním se snaží docílit co nejrychlejší zdolání stanovené vzdálenosti. Není nutné, aby jízdu dokončili všichni čtyři, protože se započítá čas třetího člena družstva.

#### Bodovací závod
Peloton závodníků se utkává na trati 40 km (muži) nebo 24 km (ženy). Závodníci jezdí po okruhu a snaží se sbírat body na prémiových sprintech, které jsou vypsány nejčastěji každých 10 okruhů. Vítězem se stane závodník s největším počtem dosažených bodů; při rovnosti nasbíraných bodů rozhoduje umístění v závěrečném sprintu. Bodování je vždy 5, 3, 2 a 1 bod pro první čtyři. Poslední sprint je bodován dvojnásobně, tedy 10, 6, 4,a 2 body. Zisk okruhu náskoku je ohodnocen 20 body. Dle délky dráhy je omezen počet startujících, v případě nutnosti se jezdí kvalifikace.

#### Hladký závod (Scratch)
Scratch je závod jednotlivců na určitou vzdálenost, ve kterém nejsou na rozdíl od bodovacího závodu vypisovány bodovací spurty. Pořadí v závodě scratch se stanoví na základě průjezdu závodníků cílovou čarou, přičemž se započítávají zisky okruhů. Scratch je dráhovou obdobou silničního závodu.

#### Vylučovací závod
Závod jednotlivců startujících hromadně. V cíli každého předem určeného okruhu, zpravidla každého druhého okruhu, je vyřazen poslední závodník, až zbývá jen dvojice. Vítěz souboje posledních dvou je vítězem celého závodu.

#### Závod dvojic (Madison)
Závodí větší počet (zpravidla do 18) dvojčlenných týmů na vzdálenost 50 km v kategorii mužů. Příslušníci každé dvojice se v závodě střídají; vždy jeden odpočívá a jede mírnějším tempem, zatímco druhý se jej snaží dojet o celé kolo. Poté si úlohy vymění. V okamžik dojetí se chytí za ruce a rychlejší závodník předá kinetickou energii tzv. „hozením“ pomalejšímu. Zpomalující závodník se přesune na vnější okraj dráhy a čeká na kolegu a na další střídání.
Závod je proložen bodovacími sprinty. Bodování je stejné jako v bodovacím závodě jednotlivců, dříve platilo, že nejprve ale rozhoduje počet okruhů a až poté zisk bodů. V současnosti je za zisk okruhu připsáno 20 bodů, resp. za ztrátu okruhu odečteno 20 bodů.

### Omnium
Od roku 2012 je omnium zařazeno na program olympijských her. V minulosti se jezdilo omnium stíhací a sprinterské, od zařazení na olympijské hry se jezdí pouze stíhací. Skládá se ze 4 hromadných disciplín (scratch, tempo race, vylučovací závod, bodovací závod), které závodníci absolvují během jednoho dne a ze kterých sbírají body do celkového pořadí. Vítězem se stává závodník s nejvyšším počtem bodů na konci bodovacího závodu.

## Šestidenní závody
Šestidenní závody se jezdí převážně v zimní části sezóny. Závodí se především ve dvojicích, ale mnohdy jsou přidány i jiné disciplíny. Závodí se celých šest dnů ve večerních hodinách, každý den je na programu i více závodů, kterých se ale účastní stále stejní závodníci. Výsledky jednotlivých závodů se různým způsobem bodují, aby byl znám vítěz celého šestidenního závodu.

## Velodromy v Česku
- Velodrom Brno: polootevřená betonová dráha, délka 400 m
- Velodrom Motol: krytá dřevěná dráha, délka 153,8 m
- Velodrom Třebešín: otevřená betonová dráha, délka 333,3 m
- Velodrom Prostějov: otevřená betonová dráha, délka 301 m
- Velodrom Plzeň: otevřená betonová dráha, délka 400 m

### Zaniklé velodromy v Česku
- Velodrom Pardubice: otevřená betonová dráha kolem městského fotbalového stadionu,nezachovány fragmenty na delších stranách
- Velodrom Louny: otevřená betonová dráha přehrazená schody. Tyto schody se však používají pouze v době cyklokrosové sezóny. V letních měsících je dráha stále využívána k dráhovým tréninkům a zdejší cyklisté každý rok vozí z dráhových závodů medaile. Dráha měří 440 m.